# Mihambwe
Mihambwe è una circoscrizione rurale (rural ward) della Tanzania situata nel distretto di Tandahimba, regione di Mtwara. Conta una popolazione di 10 239 abitanti (censimento 2012).